# François Legrand
François Legrand (Grenoble, ur. 26 marca 1970) – francuski wspinacz sportowy specjalizujący się w  prowadzeniu. Trzykrotny mistrz świata we wspinaczce sportowej w konkurencji prowadzenie z 1991, 1993 oraz z 1995 roku. Mistrz Europy z 1. mistrzostw Europy, które odbyły się  we Frankfurcie nad Menem tak jak 1. mistrzostwa świata.

## Kariera sportowa
W inauguracyjnych zawodach wspinaczkowych, które odbyły się Niemczech w 1991 wywalczył złoty medal mistrzostw świata. W kolejnych mistrzostwach bronił medalu skutecznie; w 1993 w Innsbrucku, a także w 1995 w Genewie. Na kolejnych mistrzostwach w Paryżu w 1997 zajął trzecie miejsce, po prostu została przerwana złota passa Legrand'a.
W 1992 roku we Frankfurcie zdobył złoty medal mistrzostw Europy we wspinaczce sportowej w prowadzeniu. 
Wileokrotny uczestnik, medalistka prestiżowych zawodów Rock Master we włoskim Arco gdzie zdobywał złote medale w prowadzeniu w 1990, 1994, 1997 oraz w 1998 roku.

## Osiągnięcia

### Puchar Świata
| Konkurencje | 1990 | 1991 | 1992 | 1993 | 1994 | 1995 | 1997 | 1999 |
| Prowadzenie | 1    | 1    | 1    | 1    | 2    | 2    | 1    | 2    |

### Mistrzostwa świata
| Konkurencje | 1991 | 1993 | 1995 | 1997 | 1999  | 2001 | 2003  |
| Prowadzenie | 1    | 1    | 1    | 3    | 11-12 | 20   | 45-49 |

### Mistrzostwa Europy
| Konkurencje | 1992 | 1996 | 1998  | 2000  | 2002 |
| Prowadzenie | 1    | 9    | 10-14 | 12-13 | 7    |

### Rock Master
| Konkurencje | 1990 | 1991 | 1992 | 1993 | 1994 | 1995 | 1996 | 1997 | 1998 | 1999 | 2000 | 2001 | 2002 | 2003 |
| Prowadzenie | 1    | ?    | 2    | 3    | 1    | 3    | 4    | 1    | 1    | 2    | 8-9  | 4    | 9    | 12   |